# Базильо
Базѝльо (на италиански: Basiglio, на западноломбардски: Baséj, Базей) е градче и община в Северна Италия, провинция Милано, регион Ломбардия. Разположено е на 97 m надморска височина. Населението на общината е 7464 души (към 2012 г.).